# 切布尼察縣

51°18′18″N 17°03′41″E / 51.30500°N 17.06139°E
切布尼察縣（波蘭語：Powiat trzebnicki），是波蘭的縣份，位於該國西南部，由下西里西亞省負責管轄，首府設於切布尼察，面積1,026平方公里，2009年人口79,166，人口密度每平方公里77人。